# Касимовский, Константин Васильевич
Константин Васильевич Касимовский (1 октября 1944, Москва — 11 сентября 1987) — советский футболист. Играл на позиции полузащитника. Наиболее известен по игре за ЦСКА, с которым выиграл бронзовые медали чемпионата СССР 1964 и 1965.

## Биография
Воспитанник ФШМ. С 1961 по 1966 год — в составе ЦСКА. За основной состав сыграл 8 матчей в сезонах 1964 и 1965, когда армейцы выиграли дважды подряд бронзовые медали. В эти же сезоны сыграл два матча на Кубок СССР, забив в сезоне 1965 Кубка единственный свой мяч на высшем уровне (кутаисскому «Торпедо»). В остальные сезоны играл в дубле команды. В середине сезона 1966 перешёл из дубля ЦСКА вместе с Владимиром Козловым в московский «Локомотив», Сыграл пять матчей.. В 1967 перешёл ниже лигой в калининскую «Волгу», за которую отыграл два сезона. Привлекался в юношескую сборную СССР, и в 1964 в молодёжную сборную СССР, за которую сыграл три официальных матча (с Японией 0:0, с Венгрией 0:5, с Югославией 0:1).

## Статистика
| Клуб             | Див              | Сезон            | Чемпионат | Чемпионат | Кубки | Кубки | Итого | Итого |
| Клуб             | Див              | Сезон            | Игры      | Голы      | Игры  | Голы  | Игры  | Голы  |
| ---------------- | ---------------- | ---------------- | --------- | --------- | ----- | ----- | ----- | ----- |
| ЦСКА             | A                | 1964             | 5         | 0         | 1     | 0     | 6     | 0     |
| ЦСКА             | A                | 1965             | 3         | 0         | 1     | 1     | 4     | 1     |
| ЦСКА             | Итого            | Итого            | 8         | 0         | 2     | 1     | 10    | 1     |
| Локомотив Москва | A                | 1966             | 5         | 0         | 0     | 0     | 5     | 0     |
| Локомотив Москва | Итого            | Итого            | 5         | 0         | 0     | 0     | 5     | 0     |
| Волга Калинин    | Б                | 1967             | 20        | 3         | 0     | 0     | 20    | 3     |
| Волга Калинин    | Б                | 1968             | 34        | 4         | 0     | 0     | 34    | 4     |
| Волга Калинин    | Итого            | Итого            | 54        | 7         | 0     | 0     | 54    | 7     |
| Всего за карьеру | Всего за карьеру | Всего за карьеру | 67        | 7         | 2     | 1     | 69    | 8     |

## Достижения

### Командные
ЦСКА
- Бронзовый призёр чемпионата СССР (2): 1964, 1965